# Auramina O
La auramina O es un tinte de diarilmetano utilizado para tinción fluorescente. Este compuesto aromático (de fórmula C17H22ClN3) en su forma pura aparece como cristales de aguja amarillos. Es soluble en agua y etanol.

## Síntesis
La auramina se puede sintetizar a partir de 4,4'-bis (dimetilaminodifenil) metano (cetona de Michler), que se hace reaccionar con urea, ácido sulfámico, azufre y amoniaco a unos 175 °C. Otro método consiste en la condensación de n, n-dimetilanilina con formaldehído, seguido de reacciones con azufre, amoníaco, y cloruro de amonio:

## Usos
La auramina O puede ser usada para teñir bacterias ácido resistentes (p. ej. Mycobacterium, donde se une al ácido micólico en su pared celular) en una manera similar a la tinción de Ziehl-Neelsen. También pueda ser utilizado como una versión fluorescente del reactivo de Schiff.
La auramina O puede ser utilizada junto con la rodamina B como tinción auramina-rodamina de Truant para Mycobacterium tuberculosis. Puede ser también utilizada como agente antiséptico.

## Compuestos cercanos
La cetona de Michler y tiona de Michler son casi idénticas a la auramina, pero con una función cetona y una función tiocetona respectivamente en lugar de la imina. La tiona también se puede preparar mediante  sulfuración de auramina.